# Kiti Kieland
Kiti Lange Kieland (8. oktobar 1843 – 1. oktobar 1914) bila je norveška pejzažna slikarka..

## Porodica i obrazovanje
Kieland je rođena bogatoj porodici u Stavangeru. Godinama je učila kako da crta i slika, ali je tek sa trideset godina dobila dozvolu da se školuje kod profesionalnih umetnika. Tako je otputovala u Karlsruhe 1873. godine gde se obučavala kod Hans Guda. S obzirom na to da je bila žena, bila je primorana da uzima privatne časove kod Guda, umesto da se bude sa svojom klasom. Gudova privrženost realizmu je trajno uticala na Kiti što se posebno vidi u njenim kasnijim radovima.
Dve godine kasnije, Kiti napušta Karlsruhe i odlazi za Minhen 1875. godine. Tu se pridružila koloniji norveških umetnika koji su tu živeli i radili. U Minhenu je provela tri godine i tu upoznala Eilifa Petersona koga smatra svojim najvažnijim učiteljem.
Narednih godina je živela i stvarala na jugu Norveške i u Parizu, gde je po prvi put i izložila svoje radove.

## Kasniji život i smrt
Kieland je radila na pojednostavljivanju svoje umetnosti 1890-ih godina pod uticajem Jens Ferdinanda Villumsena. Bila je aktivna i u javnim debatama u vezi sa ženskim pravima.
Pred kraj svog života je slabo slikala jer je nekoliko godina patila od demencije i na kraju umrla u Kristianiji 1914. godine.
Ulica u predgrađu zapadno od Osla nosi ime po njoj.

## Galerija
- Kystlandskap, 1878
- Paris apartment, 1881
- Interior, 1883
- Efter solnedgang, 1885
- Peat Bogs on Jæren, 1882[3]
- Tourbière à Jæren, 1897
- Blått interiør
- Kielland-Fra Jæren 1878